# Diego Sánchez Pérez
Diego Sánchez Pérez (Avilés, 18 luglio 2003) è un calciatore spagnolo, difensore dello Sporting Gijón.

## Carriera
Sánchez è cresciuto nel settore giovanile dello Sporting Gijón, dove ha debuttato il 29 maggio 2022 nell'incontro di Segunda División perso 1-0 contro il Las Palmas. Ha segnato il primo gol il 2 aprile 2023, decidendo la sfida casalinga contro il Granada, terminata 1-0.

## Statistiche

### Presenze e reti nei club
Statistiche aggiornate al 21 dicembre 2024.
| Stagione                | Squadra                 | Campionato              | Campionato | Campionato | Coppe nazionali | Coppe nazionali | Coppe nazionali | Coppe continentali | Coppe continentali | Coppe continentali | Altre coppe | Altre coppe | Altre coppe | Totale | Totale | Totale |
| Stagione                | Squadra                 | Comp                    | Pres       | Reti       | Comp            | Pres            | Reti            | Comp               | Pres               | Reti               | Comp        | Pres        | Reti        | Pres   | Reti   |        |
| ----------------------- | ----------------------- | ----------------------- | ---------- | ---------- | --------------- | --------------- | --------------- | ------------------ | ------------------ | ------------------ | ----------- | ----------- | ----------- | ------ | ------ | ------ |
| 2020-2021               | Sporting Gijón B        | SDB                     | 7          | 1          | -               | -               | -               | -                  | -                  | -                  | -           | -           | -           | 7      | 1      |        |
| 2021-2022               | Sporting Gijón B        | TDR                     | 37         | 1          | -               | -               | -               | -                  | -                  | -                  | -           | -           | -           | 37     | 1      |        |
| Totale Sporting Gijón B | Totale Sporting Gijón B | Totale Sporting Gijón B | 44         | 2          |                 | -               | -               |                    | -                  | -                  |             | -           | -           | 44     | 2      |        |
| 2021-2022               | Sporting Gijón          | SD                      | 1          | 0          | CR              | 0               | 0               | -                  | -                  | -                  | -           | -           | -           | 1      | 0      |        |
| 2022-2023               | Sporting Gijón          | SD                      | 20         | 1          | CR              | 3               | 0               | -                  | -                  | -                  | -           | -           | -           | 3      | 1      |        |
| 2023-2024               | Sporting Gijón          | SD                      | 18         | 0          | CR              | 2               | 0               | -                  | -                  | -                  | -           | -           | -           | 20     | 0      |        |
| 2024-2025               | Sporting Gijón          | SD                      | 11         | 1          | CR              | 0               | 0               | -                  | -                  | -                  | -           | -           | -           | 11     | 1      |        |
| Totale Sporting Gijón   | Totale Sporting Gijón   | Totale Sporting Gijón   | 50         | 2          |                 | 5               | 0               |                    | -                  | -                  |             | -           | -           | 55     | 2      |        |
| Totale carriera         | Totale carriera         | Totale carriera         | 94         | 4          |                 | 5               | 0               |                    | -                  | -                  |             | -           | -           | 99     | 4      |        |